# Александeр Фредро
Александер Фредро (рођен 20. јуна 1793. у Сурохову код Јарослава, умро 15. јула 1876. у Лавову) био је пољски комедиограф, писац мемоара, песник, земљопоседник, официр, слободни зидар. Стварао је у периоду романтизма. Сматра се највећим писцем комедија у историји пољске књижевности .

## Биографија
Рођен је 20. јуна 1793. године у Сурохову код Јарослава у имућној племићкој породици као син Јацека Фредра и Маријане. Школовао се код куће и никада није похађао државне школе. Дана 12. јануара 1806. његова мајка Маријана Фредро умрла је у пожару, те се отац Јацек Фредро преселио са сином у Лавов .
Са 16 година, 1809. године, приступио је војсци Варшавског војводства, где је стекао прва искуства у борби под пуковником Казимиром Розвадовским, командантом 8. уланског пука . Касније је служио у Наполеоновој војсци. Три године касније учествовао је у Наполеоновом нападу на Москву; тада је одликован Златним крстом Виртути Милитари. Цео Наполеонов поход 1813–1814. провео је као редар у царском штабу, а 1814. године је одликован крстом Легије части . Након Наполеонове абдикације 1815. године, вратио се кући и управљао породичним имањем. Напуштајући Париз после Наполеоновог пораза, Александер Фредро је написао: Отишли смо заједно, из различитих разлога: Наполеон на Елбу, а ја на Рудек . Придружио се Лублинској масонској ложи.
Године 1818, са 25 година, написао је прву велику комедију Пан Гелдхаб . Комад говори о потешкоћама младог племића који покушава да ожени ћерку богаташа из наслова, али он покушава да је уда за принца. Представа је изведена 1821. године.
Године 1828, после очеве смрти, преузео је наслеђено имање. Већ је био аутор неколико комедија. Годину дана касније придружио се Друштву пријатеља наука. Године 1830. учествовао је у раду Грађанског комитета помоћи устаницима који је основан у Лавову. Године 1832. на свом имању крио је двојицу великопољских устаника, који су, у страху од одмазде пруских власти, побегли у Галицију. Године 1839. добио је Почасно грађанство града Лавова.
Године 1839. прекинуо је своју књижевну делатност под утицајем критике и престао да пише на неколико година. Тек у периоду 1846–1848. је поново почео да пише и то своје мемоаре из Наполеоновог доба Три по три.
Године 1850–1855. (са паузама) по други пут је боравио у Француској, где је његов син Јан Александер Фредро (такође писац комедија, али нижег калибра) нашао уточиште после Угарског устанка.
Године 1854. наставио је са писањем комедије, али је истовремено одлучио да не објављује и не излаже своја дела.
Преминуо је у Лавову 15. јула 1876. године. Сахрањен је у породичној крипти у цркви Успења Пресвете Богородице у Рудку код Лавова.
Аутор је друштвених комедија о животу племства, углавном провинцијског. Писао је и песме, поеме и афоризме . Дебитовао је 1817. године, али се држао по страни од проблема романтизма. То га је изложило жестоким нападима Северина Гошчинског и Лешека Дуњина Борковског, услед чега је престао да објављује и око 18 година одлагао своја дела у фиоку. Одгајан у традицијама просветитељства, био је близак Лоренсу Стерну. У својим комедијама, Фредро је показао мајсторство у карактеризацији ликова, обликовању радње и флексибилности језика. Уносио је хумористичке акценте и елементе народне комедије, у то време карактеристичне само за фарсе. Фредрова дела су заувек ушла у канон пољске књижевности и позоришта. Његове приче, као нпр Мајмун у кади, Супа на ексеру или Павел и Гавел су лектире за децу.
- У Вроцлаву се налази споменик Александра Фредра, првобитно подигнут у Лавову [4] .
- У Вроцлаву је после 1945. године по Фредру названа Neue Schweidnitzer Strasse. Међутим, 1953. су улица Фредра и улица Свидњицка спојене у Стаљинградску, а после дестаљинизације 1956. цела је преименована у Свидњицку. Године 2013. по Фредру је названа улица која је огранак Универзитетског трга [5] .
- Улица Александра Фредриа у Познању налази се у центру града, паралелно са улицом Светог Марћина.
- У Кракову, испред улаза у зграду позоришта "Јулиуша Словацког" налази се споменик (биста) Александра Фредра Ципријана Годебског, постављен 1900. године [6].
- У Гњезну се налази позориште "Александер Фредро", једино названо по њему у целој Пољској [7].
- Резолуцијом Сејма Републике Пољске 9. мандата од 22. јула 2022. одлучено је да се 2023. установи за Годину Александра Фредра.
- ПКП Интерсити воз који саобраћа од станице Варшава (исток) до станице Вроцлав (главна) и назад зове се IC Fredro.